# Fra Dansk Røde Kors' folkekuranstalt ved Hald
|  | Denne artikel er oprettet af botten Steenthbot ud fra en ekstern database. Den kan derfor have sproglige fejl eller mangler. Denne skabelon kan fjernes efter kontrol af indholdet. |

Fra Dansk Røde Kors' folkekuranstalt ved Hald er en dansk oplysningsfilm.

## Handling
En dag på børneafdelingen. Behandling af børnelammelse (polio) i stadie 2. Børnenes muskler er svækkede efter lammelsen. Efterbehandlingens opgave er at træne musklerne op til normal kraft igen. Behandlingen består af en række øvelser bl.a. i bassin og kar, liggende bevægelsesøvelser på briks eller i hospitalssengen og styrketræning med maskiner. Nogle får elektroder på kroppen for at stimulere musklerne. Når børnene ikke er i behandling er der tid til aktiviteter som fletning, vævning, undervisning, sløjd, dukkeleg m.m. Årstal ukendt.